# Azerbejdżan na Letnich Igrzyskach Olimpijskich 2004
Azerbejdżan na XXVIII Letnich Igrzyskach Olimpijskich w Atenach reprezentowało 36 sportowców (6 kobiet i 30 mężczyzn) w 10 dyscyplinach. Był to 3 start Azerów na letnich igrzyskach olimpijskich.

## Zdobyte medale
| Medal | Zawodnik               | Dyscyplina sportowa | Konkurencja                         |
| ----- | ---------------------- | ------------------- | ----------------------------------- |
| Złoto | Fərid Mansurov         | Zapasy              | stylem klasycznym do 66 kg mężczyzn |
| Brąz  | Fuad Aslanov           | Boks                | waga musza (do 51 kg) mężczyzn      |
| Brąz  | Ağası Məmmədov         | Boks                | waga kogucia (do 54 kg) mężczyzn    |
| Brąz  | İradə Aşumova          | Strzelectwo         | pistolet sportowy 25 m kobiet       |
| Brąz  | Zemfira Meftəhəddinova | Strzelectwo         | skeet kobiet                        |